# 三角樱蛤
三角樱蛤（学名：Cadella delta），是帘蛤目樱蛤科楔樱蛤属的一种。主要分布于韩国、中国大陆、台湾，常栖息在潮下带。